# Rabah Gamouh
Rabah Gamouh est un footballeur international algérien, né le 21 janvier 1952 à Annaba. Il évolue au poste de milieu de terrain ou d'attaquant de la fin des années 1970 au milieu des années 1980.
Formé au Red star Annaba, il évolue ensuite au Nîmes Olympique, au Grenoble Foot et à l'EA Guingamp.
Il compte 33 sélections pour sept buts inscrits en équipe d'Algérie.

## Biographie
Il est le meilleur buteur de l'histoire du MO Constantine avec 115 buts.
Rabah Gamouh termine par deux fois meilleur buteur du Championnat d'Algérie de football sous le maillot du Mouloudia Constantine en 1971 et 1972, en inscrivant respectivement 25 et 24 buts.
Il joue par la suite au Nîmes Olympique, à Grenoble, et à l'En Avant de Guingamp.
Lors des éliminatoires, Rabah Gamouh fait partie de l'équipe d'Algérie qui se qualifie pour la première fois pour une Coupe du monde. En octobre 1981, il dispute en attaque aux côtés de Rabah Madjer et de Djamel Zidane, les deux matches décisifs pour la qualification au Mundial 82 contre le Nigeria. Mais il n'est pas du voyage en Espagne pour la phase finale.

## Statistiques Club
| Saison                | Club                  | Championnat           | Championnat | Championnat | Coupe(s) nationale(s) | Coupe(s) nationale(s) | Compétition(s) continentale(s) | Compétition(s) continentale(s) | Compétition(s) continentale(s) | Total | Total |
| Saison                | Club                  | Division              | M.          | B.          | M.                    | B.                    | Comp.                          | M.                             | B.                             | M.    | B.    |
| 1970-1971             | MO Constantine        | 2                     | -           | 25          | 5                     | 2                     | -                              | -                              | -                              | 5     | 27    |
| 1971-1972             | MO Constantine        | 1                     | -           | 24          | 3                     | 2                     | -                              | -                              | -                              | 3     | 26    |
| 1972-1973             | MO Constantine        | 1                     | -           | 11          | 2                     | 1                     | CMCC                           | 2                              | 1                              | 4     | 13    |
| 1973-1974             | MO Constantine        | 1                     | -           | 10          | 2                     | 2                     | -                              | -                              | -                              | 2     | 12    |
| 1974-1975             | MO Constantine        | 1                     | -           | 10          | 7                     | 3                     | CMVC                           | 2                              | 3                              | 9     | 16    |
| 1975-1976             | MO Constantine        | 1                     | -           | 15          | 6                     | 6                     | -                              | -                              | -                              | 6     | 21    |
| 1976-1977             | Nîmes Olympique       | 3                     | -           | -           | -                     | -                     | -                              | -                              | -                              | 0     | 0     |
| 1977-1978             | Nîmes Olympique       | 1                     | 16          | 3           | 2                     | 0                     | -                              | -                              | -                              | 18    | 3     |
| 1978-1979             | Nîmes Olympique       | 1                     | 29          | 3           | -                     | -                     | -                              | -                              | -                              | 29    | 3     |
| 1979-1980             | Nîmes Olympique       | 1                     | 32          | 0           | 3                     | 0                     | -                              | -                              | -                              | 35    | 0     |
| 1980-1981             | Nîmes Olympique       | 1                     | 25          | 5           | 1                     | 0                     | -                              | -                              | -                              | 26    | 5     |
| 1981-1982             | Nîmes Olympique       | 2                     | 20          | 6           | -                     | -                     | -                              | -                              | -                              | 20    | 6     |
| 1982-1983             | FCAS Grenoble         | 2                     | 33          | 9           | 1                     | 0                     | -                              | -                              | -                              | 34    | 9     |
| 1983-1984             | EA Guingamp           | 2                     | 20          | 6           | 2                     | 0                     | -                              | -                              | -                              | 22    | 6     |
| 1984-1985             | FC Yonnais            | 3                     | -           | -           | -                     | -                     | -                              | -                              | -                              | 0     | 0     |
| 1985-1986             | ESGC Uzès             | -                     | -           | -           | -                     | -                     | -                              | -                              | -                              | 0     | 0     |
| 1986-1987             | UA Cognac             | -                     | -           | -           | -                     | -                     | -                              | -                              | -                              | 0     | 0     |
| 1987-1988             | UA Cognac             | -                     | -           | -           | -                     | -                     | -                              | -                              | -                              | 0     | 0     |
| Total sur la carrière | Total sur la carrière | Total sur la carrière | +300        | 127         | 34                    | 16                    | -                              | 4                              | 4                              | 338   | 147   |

## Palmarès
- Champion d'Algérie de D2 en 1971 avec le MO Constantine
- Meilleur buteurs de championnat d'Algérie de D2 en 1971 avec le MO Constantine 25 buts
- Meilleur buteurs de championnat d'Algérie D1 en 1972 avec le MO Constantine 24 buts
- Finaliste de la Coupe d'Algérie en 1975 et 1976 avec le Mouloudia Constantine

- Finaliste de la Coupe des Alpes : 1980 avec le Nîmes Olympique

- 50 sélections en équipe d'Algérie

## Source
- Marc Barreaud, Dictionnaire des footballeurs étrangers du championnat professionnel français (1932-1997), l'Harmattan, 1997